# 魏津生
魏津生（1938年—），男，北京人，中国人口学家，曾任中国人口与发展研究中心研究员，全国养老服务业专家委员会主任委员，国务院参事。